# 2700 Baikonur
2700 Baikonur è un asteroide della fascia principale. Scoperto nel 1976, presenta un'orbita caratterizzata da un semiasse maggiore pari a 2,9063028 UA e da un'eccentricità di 0,0461615, inclinata di 2,39792° rispetto all'eclittica.